# سيالة والسليم
سيالة والسليم: مركز يقع في الطرف الغربي من بلاد بارق، وهو المركز الإداري الثالث بمحافظة بارق بعد ربيعة المقاطرة والمنظر، ويبلغ سكانها نحو ألفي نسمة تقريباً. طبيعة أرضها وعرة، وفيها مدارس ابتدائية ومتوسطة للبنين والبنات، مستوصف، ودكاكين قليلة للتجارة ويتبعها من حولها قرى كثيرة.

## التسمية
سيّالة - بفتح السين وتشديد الياء بعدها ألف فلام مفتوحة فهاء -  نوع من الشجر البري، يكثر في تلك الناحية. السُّلَيم - بضم السين يلفظها السكان بالكسر وفتح اللام - بلفظ تصغير السلم على اسم الشجرة المعروفة. وقد جمع الاسم فيقال : سيالة والسليم؛ ليكونا مركز إداري.

## القرى التابعة للمركز
| - المهيد - وادي شيع - الفايج - الوضحين - القذل - الكاربة - المقعاء - المرسال - شعب حمارة | - شعب الحويض - السمن - المدابغ - شعب السلم - القشيشي - الحفايل - الحمايل - وادي القضية - الشليلة - الدويلى |